# Чемпионат Африки по волейболу среди женщин 1985
2-й чемпионат Африки по волейболу среди женщин прошёл в 1985 году в Тунисе (Тунис) с участием 4 национальных сборных команд. Чемпионский титул выиграла сборная Туниса.  

## Команды-участницы
Алжир, Египет, Камерун, Тунис.

## Итоги

### Положение команд
| Тунис    |
| Египет   |
| Камерун  |
| 4. Алжир |